# Maria Eßlinger
Maria Eßlinger (* 4. März 1913 in Nürnberg; † 1. Januar 2009 in Braunschweig) war die erste deutsche Luftfahrtingenieurin.

## Leben
Maria Eßlinger wurde 1913 als Tochter des Rechtsanwaltes Ludwig Eßlinger in Nürnberg geboren. Nachdem der Vater 1917 im Krieg gefallen war, lebten ihr älterer Bruder, ihre Mutter und sie in einfachen Verhältnissen, dennoch besuchte Eßlinger die Höhere Töchterschule und das Realgymnasium in Nürnberg. Im Anschluss an das Abitur und ein 6-monatiges Praktikum bei der Firma MAN in Nürnberg begann sie Luftfahrzeugbau an der Technischen Hochschule Danzig zu studieren. Nach dem Vordiplom wechselte sie an die Technische Hochschule Berlin. Hier studierte sie bei Herbert Wagner und Hans Reissner. Ihr Diplom erwarb sie im Jahr 1936; das Thema ihrer Diplomarbeit war die Konstruktion eines Sportflugzeuges.
Ihre erste Anstellung fand sie bei den Dingler-Werken in Zweibrücken. Sie arbeitete als Statikerin und befasste sich mit der Berechnung von Druckrohrleitungen, Behältern und Windkanälen. 1944 wechselte sie zur Firma Stahlbau B. Seibert G.m.b.H. in Aschaffenburg. Der Direktor der Firma, Bernhard Seibert, förderte Eßlinger. Er hielt sie an, ihre Erkenntnisse zu veröffentlichen, und ermöglichte ihr, ein Semester an der École nationale des ponts et chaussées zu studieren. Viele ihrer Schriften wurden später auf Französisch verfasst.
Er unterstützte sie bei ihrer Promotion, die im Jahr 1947 mit einer Arbeit über die statische Berechnung von Kesselböden bei Kurt Klöppel an der Technischen Hochschule Darmstadt erfolgte, wobei sie erstmals systematisch das Übertragungsverfahren auf die Berechnung von Rotationsschalen anwendete. Die Habilitation folgte 1953 an der Universität des Saarlandes.
Nach der Habilitation arbeitete Eßlinger von 1955 bis 1958 für die Firma MAN im Werk Gustavsburg. Dort entwickelte sie, gemeinsam mit Walter Pelikan, ein Verfahren zur Berechnung orthotroper Platten, welches sich schnell im Stahlbrückenbau durchsetzte und bis zur Diffusionsphase der Baustatik zum Standardverfahren zählte. Dieses Werk verschaffte ihr auch internationale Aufmerksamkeit und Beachtung.
Dann wechselte sie zur Düsseldorfer Stahlbaufirma Gollnow und war maßgeblich an der Entwurfsplanung für eine neue Hängebrücke über den Tajo in Lissabon beteiligt. Die Ausschreibung gewann jedoch der amerikanische Stahlkonzern US Steel und realisiert wurde der Bau nach Plänen von David B. Steinman. Als Stipendiatin der Deutschen Forschungsgemeinschaft flossen ihre Erkenntnisse aus der Planung der Brücke in ein neues Computerprogramm ein.
Von 1963 bis zu ihrer Pensionierung im Jahr 1978 arbeitete Maria Eßlinger am Institut für Flugzeugbau der Deutschen Forschungs- und Versuchsanstalt für Luft- und Raumfahrt in Braunschweig und forschte an der Stabilität von Schalen, vor allem an dem Aspekt des Nachbeulverhaltens. Ihre Hochgeschwindigkeitsaufnahmen zum Beulverhalten dünnwandiger Modellzylinder erreichten große Aufmerksamkeit. Mit diesen Aufnahmen gelang es ihr, erstmals den komplexen Vorgang sichtbar zu machen. Ihre Erkenntnisse bilden heute die Grundlage der technischen Regelwerke über das Schalenbeulen.

## Veröffentlichungen
- M. Eßlinger, B. Geier: Buckling And Postbuckling Behavior Of Discretely Stiffened Thin-Walled Circular Cylinders. 1998.
- M. Eßlinger, S. R. Ahmed, H.-H. Schroeder: Stationare Windbelastung offener und geschlossener kreiszylindrischer Silos. 1998.
- M. Eßlinger, B. Geier, G. Poblotzki: Verification of computer programs by discussion of the results. 1991.
- M. Eßlinger, G. Poblotzki: Näherungsrechnung für die Beullasten von Kegelschalen unter Axiallast und Innendruck im elastischen Bereich. 1991.
- M. Eßlinger, G. Poblotzki: Beullasten von Kegeln unter Aussendruck im elastoplastischen Bereich. 1991.
- M. Eßlinger, G. Poblotzki: Beulen unter Winddruck. 1991.
- M. Eßlinger: Flacheisenring an Zylindern unter Aussendruck. 1991.
- M. Eßlinger, G. Poblotzki: Spannungs- und Stabilitaetsrechnung von Rotationsschalen unter nichtaxialsymmetrischer, grossflaechiger Belastung im elastoplastischen Bereich. 1990.
- M. Eßlinger, G. Thaer, H. P. Weiss: Ein einfaches FEM-Programm für dünnwandige Kreiszylinder die durch Längsrippen und Ringe ausgesteift sind. (1983), KfK-CAD 207 (Mai 83)
- M. Eßlinger, H. W. Melzer: Berechnung der Spannungen und der endlich großen Deformationen von Rotationsschalen ohne und mit Vorbeulen unter nichtaxialsymmetrischer großflächiger Belastung. (1982), KfK-CAD 192 (April 81)
- M. Eßlinger, H. Kerkhoff, H. W. Melzer, E. W. Taelmann: Berechnung der Beullasten von dünnwandigen Rotationsschalen unter axialsymmetrischer Belastung im elastischen Bereich. (Theoretische Grundlagen des Programms FO4BO7). (1981), KfK-CAD 176 (Januar 81)
- M. Eßlinger, G. Thaer: Ein einfaches FEM-Programm für die Berechnung dünnwandiger Kreiszylinder mit Längsrippen. (1981), KfK-CAD 190 (Juli 81)
- M. Eßlinger, K. Kretschel, H. W. Melzer: Berechnung der Spannungen und der endlich großen Deformationen eines idealen Kreiszylinders unter nichtaxialsymmetrischer Belastung. (1980), KfK-CAD 165(August 80)
- M. Eßlinger, H. Kerkhoff: Berechnung der Beullasten von ringversteiften Rotationsschalen unter axialsymmetrischer Belastung im elastischen Bereich. (1979), KfK-CAD 137 (Mai 79)
- H. Kerkhoff, M. Eßlinger, F. Meier: Spannungsrechnung von allgemeinen Rotationsschalen mit axialsymmetrischer Belastung und von Kreiszylindern mit unsymmetrischen Randkraeften. (1977), KFK-CAD 16
- M. Eßlinger, F. Meier: Berechnung der Spannungen in einer dünnwandigen Rotationsschale mit axialsymmetrischer Belastung – Teil II: Große Deformationen. (1977), KFK-CAD 38 (Juli 77)
- Maria Eßlinger: Windkanal des Lebens. Erinnerungen einer Ingenieurin. Frieling, Berlin 2000, ISBN 3-8280-1173-X.